# Антропогенез
Антропогене́з (грец. ανθρωπος — людина, γενεσις — виникнення) — процес походження і розвиток усіх видів роду Люди (Homo), розглянуті в біологічному (біологічна еволюція людини), психічному і соціокультурному плані. Також антропогенезом називають розділ антропології, що висвітлює питання про місце людини серед організмів, час і місце її виникнення, про первісний суспільний розвиток людей, про фактори олюднення безпосередніх предків людини — двоногих мавп.

## Етапи антропогенезу
- сучасні примати

З близько 200 видів сучасних приматів найближчими до людей за морфологічними ознаками є великі людиноподібні мавпи: орангутани, шимпанзе і горили (їх відносять до родини гомінідів). Самці орангутанів при зрості 130—140 см мають вагу 189 кг (але деякі можуть мати 200—250 кг), а самки при зрості 110—120 см важать 81 кг. Тіло покрите довгою (до 40 см) червонясто-рудоватою шерстю, що темніє з віком. Обличчя увігнуте з сильним щелепним виступом, у самців присутній  черепний гребінь. Орангутани ведуть деревний спосіб життя тому чіпкість нижніх кінцівок не поступається верхнім, останні доволі довгі (розмах може становити до трьох метрів). Вони вміло пересуваються деревами у вертикальному положенні, а по землі на чотирьох кінцівках. Живуть вони невеликими групами, переважно це самка, самець і дитинча. Тривалість вагітності в орангутанів — 275  днів. Народжується переважно одне дитинча (1200—1600 г), піклуються про своє потомство до 3-4 років. Споруджують гнізда на деревах з обламаних гілок, які попередньо вкладають і утрамбовують. Люблять їсти плоди дур'яну (зубами і верхніми кінцівками розкривають їх, і вибирають м'якіть пальцями), яйця птахів, кору дерев, листя. Обмочуючи кінцівку і облизуючи її п'ють воду, або губами складеними у трубочку. А. К. Фаренс за 6  місяців навчив орангутана говорити слово «тато», і орангутан  почав асоціювати  це слово зі своїм учителем. Шимпанзе при масі тіла  45-50, а інколи й 85 кг, мають 150 см довжини. Розмір мозку (350—550 см кубічних) верхні кінцівки набагато довші від нижніх і великий палець протиставляється  іншим. Шимпанзе має досить високу точність рухів і може тримати навіть голку. На верхній кінцівці перший палець малий інші довгі, а на нижніх кінцівках перший палець довгий. Статева зрілість настає в 10 років, термін вагітності — 8 місяців, піклуються про своїх дитинчат до 6-8 років. Проводять час як на землі, так і на деревах. На землі пересуваються на чотирьох кінцівках, спираючись на всю підошву нижньої і на тильні поверхні середніх фаланг зігнутих пальців верхніх кінцівок. Добре розвинута мускулатура обличчя, що дозволяє робити їм різні гримаси. Живуть групами від 2 до 25, а то й до 40 особин. Користуються гілками, каменями і палицями, як знаряддями посередниками, щоб терміти злізлися на гілку, розбити горіх чи здобути мед, зруйнувавши палицею гніздо деревних мурах. Горила самець при довжині тіла 180 см важить 250 кг, голова велика (у самців на черепі присутній гребінь), широко розставлені очі і є масивний надбрівний валик, об'єм мозку близько 600 см кубічних, тулуб широкий. Руки горили довгі, великий палець протиставляється. На нижніх кінцівках великий палець також протиставляється, мають довгу п'яту і короткі ноги. Кількість особин у групі (очолює ватажок) коливається від 5 до 30 осіб. Статева зрілість настає у 10-12 років у самиць і у 11-13 років у самців. Вагітність триває 8.5 місяців Здатність сидіння, висіння, стрибання і частково прямоходіння у цих приматів робить їх схожими до людей. За терміном вагітності найближча людині горила, статева зрілість у цих трьох приматів це початок статевого дозрівання у людей. У мозку цих приматів, а найбільше у шимпанзе є структурні утворення, які у людей відповідають за абстрактне мислення, трудову діяльність, членороздільну мову. Прогресивні перетворення будови мозку у приматів  посилилися після появи представників роду Homo і набули завершеності в людей сучасного морфологічного типу. 
- етап походження роду Homo з надродини Людиноподібні;

В наш час до Людиноподібних мавп належать гібони, орангутани, горили, шимпанзе та людина. Першими розійшлися еволюційні шляхи гібонових та гомінідів більш ніж 20 млн. років тому. Потім приблизно 15 млн. років тому гомініди розділилися на Ponginae та підродину гомініни. Першими з них відділилися горили(приб. 12-8 млн. років тому), останній спільний предок горил та клади Hominini, можливо, був Дріопітек, що жив приблизно 12 — 9 млн років тому та був знайдений в східній Африці та Євразії. Останніми розійшлися роди шимпанзе та людина приблизно 8-6 млн. років тому. Сахельантроп може бути останнім спільним предком шимпанзе та людини, але щодо цього все ще ведуться дискусій
- етап еволюції найдавніших гомінідів;

Прірву у  ланцюзі істот який веде від тварини до людини  заповнюють викопні рештки давніх створінь, які були знайдені в Африці на глибині 6.71 м від олдоввайського шару подружжям Лікі у Танзанії, що у Східній Африці. Вчені знайшли неушкоджений череп  серед кісток птахів, земноводних та ссавців, які були сильно пошкодженні, імовірно примітивними гальковими знаряддями праці, що знаходились біля них. Через особливості черепа Лікі виділили його в окремий рід — зинджантроп. Інші викопні рештки з олдовайського розрізу були більш подібними до людських ніж  рештки попереднього зинджантропа. Їх  вчені визначили як такі, що належать Homo habilis, тобто людині умілій, яка й виготовила вище згадані знаряддя праці. Ці істоти були набагато легші від  горили, їхня стопа була подібно до людської. За об'ємом мозку вони поступалися людям, але трохи перевершували шимпанзе та горилу. До виду Homo erectus (людина прямохідна) відносяться архантропи. Архантропи — це збірна назва пітекантропів, синантропів, гейдельберзької людини та ін. знахідки архантропів датуються  раннім і середнім плейстоценом, були знайдені на території Африки, Азії та Європи. Архантропам характерні: високе похиле чоло, надбрівний валик, немає підборідного виступу. Завдяки побудові гортані, загину кореня язика в гортанну порожнину  і посиленню голосових зв'язок у архантропів уже з'являються зачатки членороздільної мови, яка вдосконалювалася  разом з морфологічними перетворюваннями лицьового скелета. У архантропів формуються абстрактне мислення, суспільні відносини і знаряддя праці (чопери, рубила). Архантропи користувалися вогнем і будували житла, в яких можна було перебувати довший час. Рештки істоти, яку згодом назвали пітекантропом, знайшов  Є. Дюбуа на о. Ява. Весь асортимент складався з  черепної кришки (за формою та величиною проміжна між людиною й антропоморфною мавпою), стегнової кістки (455 мм) і трьох зубів (корінний подібний до орангутанового, передкорінний на людський). Мозок пітекантропа становив 900 см кубічних, череп низький, потилиця зверху пласка, присутній надбрівний валик. Рештки синантропів Д. Блек виявив у вапнякових печерах поблизу Пекіна. А саме череп з низьким похилим чолом та надбрівними валиками, масивними щелепами без підборіддя, з широким та пласким носом  і стегновою кісткою (пряма, масивна), верхня щелепа (сильно випнута). Мозок одного з жіночих черепів  був об'ємом у 850 см кубічних, а в чоловічому до 1220 см кубічних. У 1907 р. антрополог О. Шетензак  біля міста Гейдельберг знайшов рештки людини, яку згодом назвав гейдельберзькою. Він виявив нижню щелепу, ретельні дослідження якої показали близькість зубів цієї знахідки з зубами сучасної людини. 
- формування давніх людей (неандертальців);

Палеоантропи — друга стадія людської еволюції після архантропів. Знахідки датуються середнім і пізнім плейстоценом, виявлені у Європі, Азії, Африці. Представники: неандертальці двох типів: Ранні Знайдені у Сванскомбі (Велика Британія), Штайнгаймі і Ерінгсдорфі  (Німеччина), Монтеморені і Фонтешеваді (Франція). Вік: 150 тис. років тому; обсяг мозку: 1200 до 1400 см кубічних ; потилиця сплющена, наявний надбрівний валик, підборідний виступ відсутній. Пізні, або «класичні», Знайдені у  долині Неандерталь (Німеччина), Ля — Шапелль — о- Сен, Ле Мустьє, Ля Феррасі (Франція), Ля Ноллет (Бельгія), на Гібралтарській скелі та ін. Вік: 80 — 35 тис. років тому; обсяг мозку: 1400—1500 см кубічних; череп -видовжений; лоб — спадистий; потилиця — приплюснута. Палеоантропів, які знайдені у печерах Схул і Табун, на горі Кармел, біля міста Хайфа, та в печері Джебел — Кафзех поблизу Назарета датували 100 — 70 тис. років тому і розділили на дві групи. Одні за формою черепа нагадують класичних неандертальців інші дуже схожі на сучасних людей (черепи зі Схул IV, V і Кафзеф). В останніх об'єм мозку становить 1550—1600 см кубічних, лоб випуклий, простежується підборідний виступ, ріст чоловіків приблизно 180—182 см.   Хронологічні рамки палеоантропів від 150 тис. до 40 — 35 тис. років тому — це кінець ашельської і початок мустьєрської культури. в останній поширеними були крем'яні знаряддя праці: скребло, скобель, гостронаконечники. Кістяні вироби: кинджал з рогу оленя (німецька стоянка Зальцгіттер — Лебенштадт), спис з загостреним і загартованим на вогні кінцем (німецька стоянка  Лерінген). Полювали палеоантропи на мамонтів, бізонів, коней, північних оленів, важливу роль у харчуванні посідало також збиральництво. Палеоантропи споруджували житло, основою якого були кістки великих тварин, зокрема мамонта, а покривним матеріалом служили шкури. Одне з таких жител неподалік села Молодова, що знаходиться в Чернівецькі області (Україна) виявив львівський  археолог О. Черниш, вік знахідки 44 тис. років. Неоантропи будували штучні житла також в середині печер (печера Лазарет у Франції). Архантропи уже могли формулювати  поняття і передавати їх за допомогою мови, колективи були доволі згуртованими і навіть піклувалися про своїх одноплемінників, про це  свідчать рештки з  поховання Шанідар 1 в Ірані. Там було виявлено неандертальця, якому було близько 40 років, через пошкодження на черепі  в області лівого ока вчені зробили висновок, що цей чоловік був сліпим, а також мав ампутовану вище ліктя праву руку і хворобу правої ноги. Ця людина через свої хвороби не могла самостійно забезпечувати себе їжею, а отже не могла б прожити таке довге (за мірками неандертальця) життя  без сторонньої допомоги. Архантропи уже ховали померлих за певними ритуалами, наприклад: клали головою на захід чи схід, а також у могилу клали супровідний інвентар чи кістки тварин. А у похованні Шанідар IV виявлено поруч з рештками, що належали чоловіку, букет квітів, деякі з них мають цілющі властивості. Є  декілька версій щодо датування періоду життя неоантропів. Ще донедавна вважали, що становлення людини сучасного фізичного типу відбулося  35 — 40 тис. років тому (період зародження мистецтва, релігійних уявлннь, родового ладу). Та сучасніші дослідження відкривають ще більш давні терміни. Так американський дослідник Вілсон покладається на генетичні дослідження і вважає, що перші Homo sapiens з‘явилися близько 200 тис. років тому на південь від Сахари (Африка), а 100 тис. років тому почали розселятися по земній кулі. Щодо місця появи неоантропів існує дві версії: моно- та поліцентризм. Я. Рогінський вважає, що неоантропи заселяли одну, але досить обширну територію, що включає Північно — Східну  Африку, Передню Азію, Південну та Південно — Східну Європу і з цього центру розпочали своє розселення. Г. Брейгер та Г. Стінгер припускають, що  неоантропи з'явилися в Африці, а згодом емігрували до Європи, де розділилися на Homo sapiens sapiens і Homo sapiens neandertalensis. 
- становлення людини сучасного фізичного типу.

## Гіпотези і теорії
Загалом нараховується десятки наукових гіпотез і теорій про походження людини.
- статевого добору (Ч.Дарвін)
- трудова теорія (Ф.Енгельс)
- «планетарної людини» (Говарда Парсона)[джерело?]
- гіпотеза соціальних стосунків Артура Кіта[en]
- мутаційна теорія Геральда Матюшина
- теорія двох стрибків[джерело?]
- космічна гіпотеза[джерело?]
- гіпотеза Болька
- добір за «генами альтруїзму» (Джон Холдейн)
- «Едемський сад» і «Канделябр»[джерело?]

Також в антропогенезі поширені ідеї «мітохондріальної Єви» (Алан Вілсон)
Існують і маргінальні гіпотези на кшталт «тарзіальної гіпотези» Фредеріка Вуд Джонса, «водяної мавпи» Алістера Гарді та інші, що не розділяються більшістю наукової спільноти.

### Теорія статевого добору Чарлза Дарвіна
В основі уявлень про антропогенез лежить симіальна (від лат. simia — мавпа) гіпотеза походження людини від високорозвинених мавпоподібних предків третинного періоду, уперше докладно розроблена і аргументована Ч. Дарвіном (1871). Згодом було отримано багато нових палеонтологічних і етологічних (пов'язаних з вивченням поведінки приматів) даних, а також дані в області порівняльної біохімії, імунології, молекулярній біології і генетики, що підтвердили цю гіпотезу. Друга половина 20 століття в антропології ознаменувалася інформаційним вибухом у результаті різкого збільшення числа знахідок викопних попередників людини в Африці і Євразії. Починаючи з 1960-х років, в антропології широко впроваджуються нові, насамперед, радіовуглецеві методи датування кісткових залишків і геологічних порід, що їх містять, а також методи молекулярної біології, що дозволяють установити приблизний час розходження сучасних видів приматів і людини від загального предка і визначити ступінь прямої спорідненості сучасних і викопних форм за особливостями будови їхніх молекул (ДНК, білків …).

### Гіпотеза соціальних стосунків Артура Кіта
Загалом, вона дуже подібна до дарвінівської ідеї «групового статевого добору». Вона полягає в тому, що первісні ізольовані групи вели боротьбу за виживання, внаслідок чого виживали ті групи, у яких більш розвиненими були соціальні стосунки — взаєморозуміння, допомоги, колективних форм полювання і боротьби з природними стихіями. Відбір йшов на рівні груп-колективів.

### Гіпотеза «планетарної людини» Говарда Парсона
Полягає в тому, що самі історичні, географічні та екологічні умови розвитку самої планети спричинили процес антропогенезу і появу людини. Тобто, що в силу різних умов людина була ніби закономірним етапом розвитку Всесвіту, її необхідним елементом. Людина виступає міжпланетною істотою.

### Гіпотеза «радіоактивного впливу» Геральда Матюшина
У період 5-2 млн р. тому у зоні Східноафриканського рифту внаслідок потужної вулканічної діяльності і горотворчих процесів утворилися природні радіоактивні реактори, які підвищили загальний радіаційний фон у декілька сотень раз. За мільйони років такої радіації проходили мутації різних видів, в тому числі і гомінідів, які під впливом радіації вимирали або ж видозмінювалися генетично.

### Гіпотеза геомагнітних інверсій
Відома здавна, але наукове обґрунтування дістала в 1980-х роках (Г. Матюшин та ін.). Було помічено, що етапи еволюційного розвитку фізичного типу людини збігаються з циклами геомагнітних інверсій — періодичною зміною магнітних полюсів Землі. Найбільший сплеск космічної радіації відбувається саме в період цих інверсій, тоді ж з'являються нові види гомінідів.

### Культурологічні теорії
Полягають в тому, що основою антропогенезу і соціогенезу є насамперед культура, що формується у соціокультурному середовищі, яка не передається у спадок, а набувається завдяки вихованню і навчанню у дитячому віці. Розвиток культури не пов'язаний з біологічним розвитком.

### Трудова теорія Ф.Енгельса
У праці «Походження родини, приватної власності та держави» (1884) Енгельс чітко сформулював ідею, що трудова діяльність первісної людини, особливо колективна, впливала на розвиток мозку, кисті руки, на прямоходіння і соціальні стосунки. Теорія виражена у формулі: «праця створила саму людину».

### Водна теорія походження людини
Джон Нейпір у своїй книзі «Прапочатки людства» (1975) пише, що творцем цієї гіпотези був сер Алістер Гарді — англійський зоолог. Він виголосив її на бенкеті підводного клубу на початку 1970-х років спочатку трохи в іронічній формі. Таким чином, не усвідомлюючи того, він став основоположником нового погляду на походження людини. Суть питання полягає в тому, що людина еволюціонувала на узбережжі великих водоймищ і океану, де її головною здобиччю ставали підводні організми — риба, краби, різні молюски. Постійне ходінні у воді вимагало випрямленого стану і пересування на двох ногах, вивільнення рук для ловлі організмів і збору продуктів харчування. При цьому втрачалося оволосіння тіла і з'являвся підшкірний жировий прошарок, що запобігав переохолодженню тіла. Одночасно внаслідок природного добору на голові залишилася шапка волосся, що захищала від перегріву під палючим сонцем [Napier, 1975, s.213]. Хоч ця гіпотеза не відповідає на багато важливих питань антропогенезу, її пізніше підтримали інші автори. Зокрема, Ян Лінбланд, шведський натураліст, який в популярній літературі вважається навіть творцем цієї ідеї.

### Синтетична еволюційна теорія
Походження людини і суспільства включає дані і чинники усіх перерахованих гіпотез і природничих наук (географії, геології, кліматології, сейсмології, палеонтології та ін. та гуманітарних дисциплін (антропології, археології, історії, етнології, культурологія та ін.). У комплексі цих наук викристалізовується ідея еволюційного розвитку біологічної основи людини і соціального становлення суспільства.
Знайдено скелети представників роду Homo віком близько 2 млн років, за даними археології, найдавніші скелети сучасної людини Н. sapiens мають вік близько 200 тис. років, аналіз генетиків дає наступні цифри по чоловічій лінії (Y-хромосоми) — 338 тис. р., по жіночій (мітохондральна ДНК) — 200 тис. років. Найдавніші сліди трудової діяльності датуються 2,5-2,8 млн років (знаряддя з Ефіопії). Нові дані генетиків говорять про те, що спільний предок сучасної людини і шимпанзе існував 6 млн років тому, а предок людини і неандертальця — 700 тис. років тому.

## Рушійні сили антропогенезу

### Біологічні чинники
- Деревний спосіб життя сприяв розвитку зорового аналізатора(стереоскопічний і колірний зір) та вдосконаленню руки, що позитивно вплинуло на розвиток кори півкуль і маніпулювання, здатність захоплювати предмети й діяти за їхньою допомогою.[джерело?]
- Відбулися зміни гортані і ротового апарату.
- З'явилася здатність до прямоходіння, яка звільнила передні кінцівки для складнішого маніпулювання.
- Збільшився об'єм головного мозку, дуже розвинулися великі півкулі й кора — матеріальний носій вищої нервової діяльності.

Усі ці прогресивні зміни в будові відбулися на основі спадковості, мінливості, боротьби за існування й природного добору, під впливом соціальних чинників.

### Соціальні чинники
- Основним чинником історичного розвитку людини є праця.
- Рука — не тільки орган праці, але і її продукт.[як?]
- У процесі суспільно-трудової діяльності виникли свідомість і мова.
- На зміну біологічній еволюції прийшла соціальна. Саме праця й життя в суспільстві дали людині важливу перевагу в боротьбі за існування.
- Трудові навички, мова й свідомість у спадок не передаються, усі вони розвиваються в процесі виховання людини.

## Порівняльна таблиця видів роду Homo
| переглянути обговорити редагувати |                         |                                      |                    |                    |                                            |                  |                                  |
| Види                              | Епоха (млн років назад) | Ареал                                | Середній зріст (м) | Маса тіла (кг)     | Обсяг головного мозку (см³)                | Викопні залишки  | Дата відкриття/першої публікації |
| H. habilis                        | 2,2 — 1,6               | Африка                               | 1,0 — 1,5          | 33 — 55            | 660                                        | багато           | 1960/1964                        |
| H. erectus                        | 2 — 0,03                | Африка, Євразія (Ява, Китай, Кавказ) | 1,8                | 60                 | 850 (ранні підвиди) — 1100 (пізні підвиди) | багато           | 1891/1892                        |
| H. rudolfensis                    | 1,9                     | Кенія                                |                    |                    |                                            | 1 череп          | 1972/1986                        |
| H. georgicus                      | 1,8                     | Грузія                               |                    |                    | 600                                        | декілька         | 1999/2002                        |
| H. ergaster                       | 1,9 — 1,4               | Південна і Східна Африка             | 1,9                |                    | 700—850                                    | багато           | 1975                             |
| H. antecessor                     | 1,2 — 0,8               | Іспанія                              | 1,75               | 90                 | 1000                                       | 2 стоянки        | 1997                             |
| H. cepranensis                    | 0,9 — 0,8?              | Італія                               |                    |                    | 1000                                       | 1 черепна кришка | 1994/2003                        |
| H. heidelbergensis                | 0,6 — 0,25              | Європа, Африка, Китай                | 1,8                | 60                 | 1100—1400                                  | багато           | 1908                             |
| H. tsaichangensis                 | 0,45 — 0,19             | Китай                                |                    |                    |                                            | надзвичайно мало | 2008/2015                        |
| H. neanderthalensis               | 0,35 — 0,03             | Європа, Західна Азія                 | 1,6                | 55 — 70 (кремезні) | 1200—1700                                  | багато           | (1829)/1864                      |
| H. rhodesiensis                   | 0,3 — 0,12              | Замбія                               |                    |                    | 1300                                       | дуже мало        | 1921                             |
| H. sapiens                        | 0,2 — до тепер          | всюди                                | 1,4 — 1,9          | 50 — 100           | 1000—1850                                  | живе зараз       | —/1758                           |
| H. sapiens idaltu                 | 0,16 — 0,15             | Ефіопія                              |                    |                    | 1450                                       | 3 черепи         | 1997/2003                        |
| H. floresiensis                   | 0,10 — 0,012            | Індонезія                            | 1                  | 25                 | 400                                        | 7 осіб           | 2003/2004                        |

| Хронологічна шкала в тисячах років Джерела : - - |